# Мундал
Мундал(синг. මුන්දලම, там. முந்தல், англ. Mundal) - озеро на Шрі-Ланці в районі Путталам (Північно-Західна провінція). Площа — 33,6 км. Максимальна глибина – 3 метри. 
Мундал пов'язано вузьким каналом з лагуною Путталам, що знаходиться на 15 км на північ. Вода дуже солона. Середня солоність в озері Мундал становить 25,0 проміле, а басейні Путталам 39 проміле. На берегах ростуть кокосова пальма, рисові плантації та ліси. Місцеві жителі займаються в озері ловом риби, креветок. На озері ростуть мангри та морська трава . Живуть водоплавні птахи (чаплі, крачки та інші).